# Ansaugstutzen

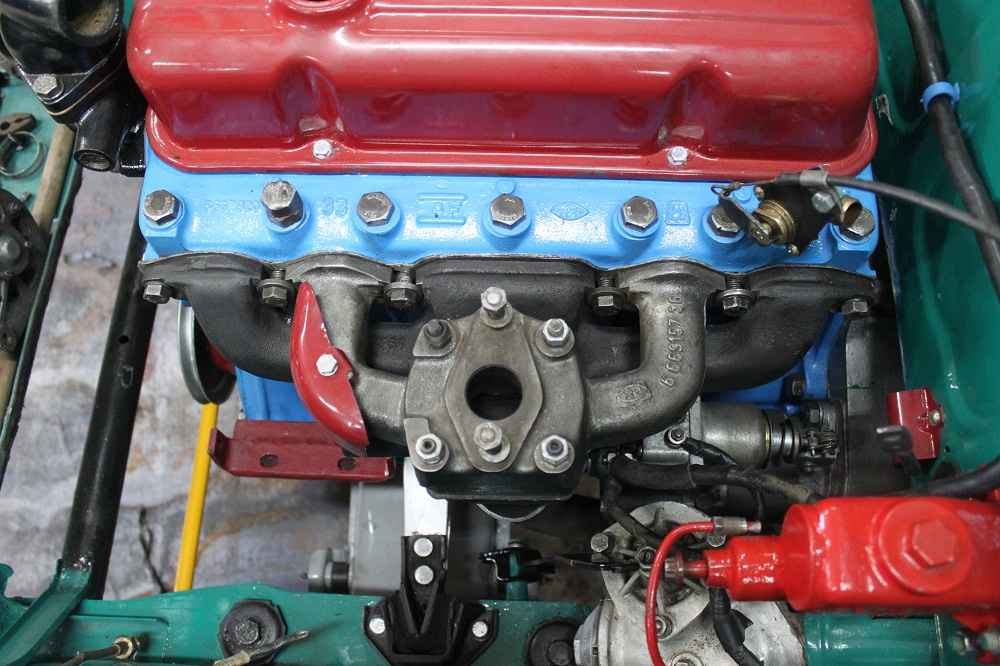
Ansaugstutzen eines 1500er Opel

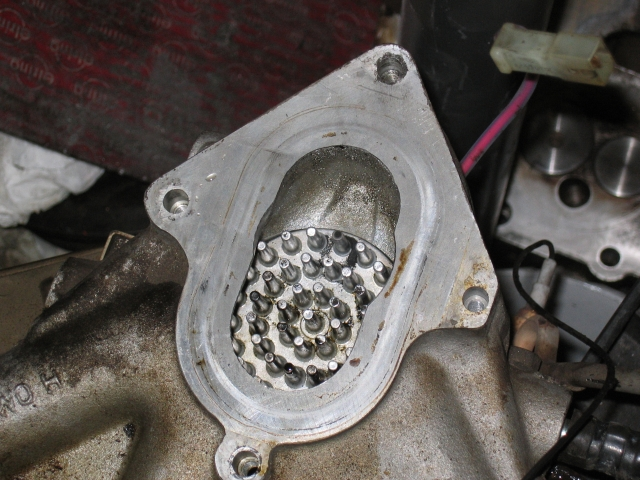
Ansaugstutzen eines VW EA827 MKB RP mit Heizigel

Ein Ansaugstutzen oder auch Ansaugkrümmer, Ansaugbrücke, Ansaugspinne, Ansaugrohr, Saugrohr ist bei einem Verbrennungsmotor das Verbindungsstück zwischen dem Motorblock und dem Vergaser, einer zentralen Einspritzanlage oder der Drosselklappe.

## Vergasermotoren
Bei Vergasermotoren ist es meist ein gusseisernes oder aus Aluminium – seltener aus Kunststoff – hergestelltes Rohrsystem, das auf der einen Seite mit dem Motorblock oder Zylinderkopf, auf der anderen mit dem Vergaser verschraubt wird. Ausgehend vom Vergaser gelangt das Frischgas durch den Ansaugstutzen und über die Einlassventile in den Zylinder.
Mit einem kleineren effektiven Querschnitt des Saugsystems oder einem zusätzlich eingebauten Luftmengenbegrenzer kann die Leistung eines Motors verringert werden. So werden zum Beispiel Motorräder mit Hilfe von kleiner dimensionierten Ansaugstutzen auf eine geringere Leistung gedrosselt. Ziel ist es, damit eine niedrigere Versicherungseinstufung zu erreichen. Ein ähnliches Verfahren wurde auch bei PKWs angewendet, jedoch seltener als bei Motorrädern.
In Ottomotoren wurden bei der Verschärfung der Abgasnormen in den 1990er Jahren elektrisch beheizte Saugrohrvorwärmer verwendet (auch bekannt als Heizigel). Sie dienten während der Warmlaufphase nach einem Kaltstart dazu, das angesaugte Kraftstoff-Luft-Gemisch zu erwärmen, um das Niederschlagen des Kraftstoffs auf den kalten Ansaugrohrwänden zu verringern. Die Regelung des Luftverhältnisses wird schneller, womit sich bessere Kaltlaufeigenschaften und weniger Schadstoffe im Abgas erzielen lassen.

## Einspritzmotoren

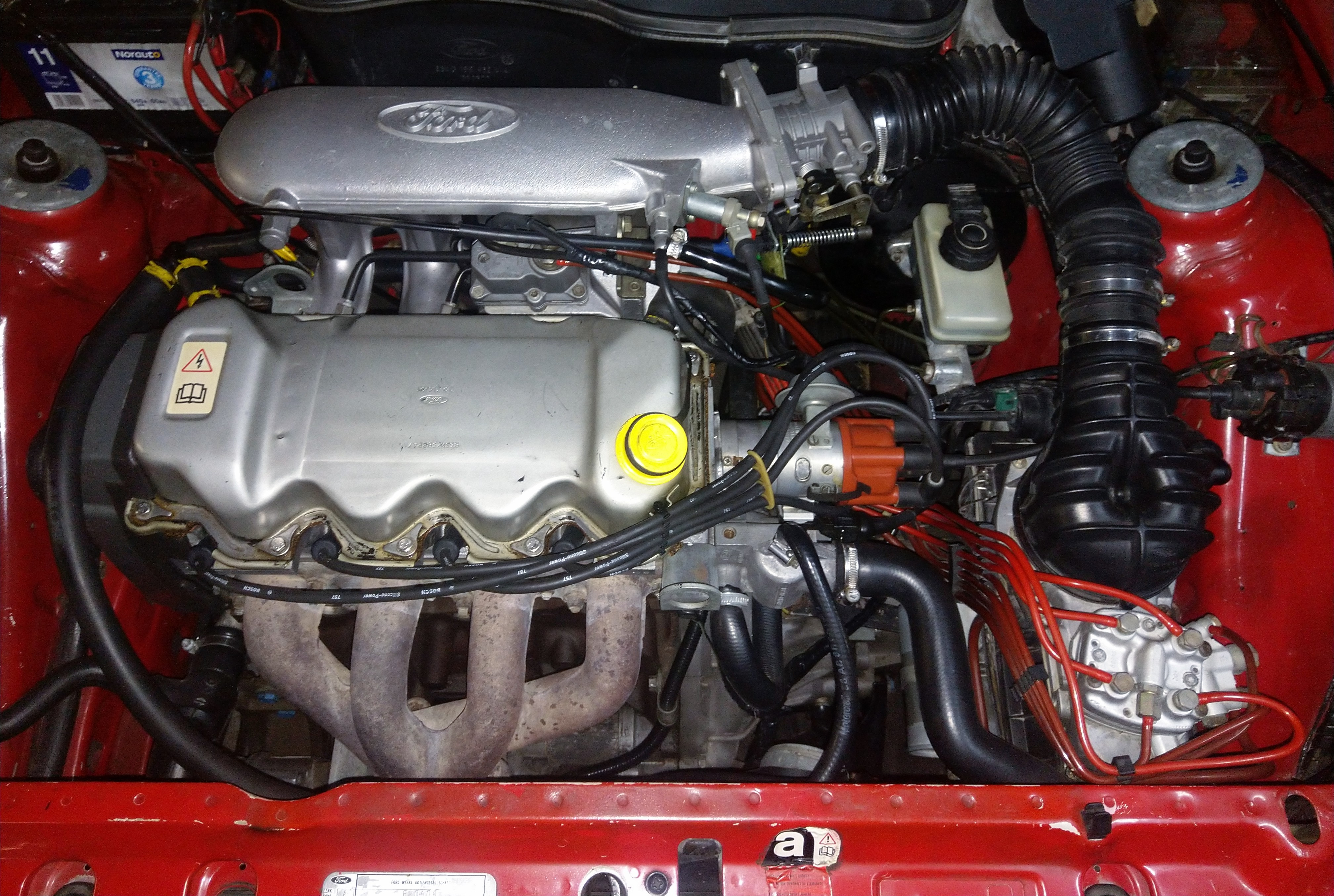
CVH-Motor, gut erkennbar der große Luftsammler, darunter die Ansaugstutzen und seitlich die Drosselklappe

Bei Motoren mit einer dezentralen Kraftstoffeinspritzung wird zwischen Systemen mit einer zentralen Drosselklappe (oder einer Drosselklappe pro Zylinderbank) und Motoren mit einer Einzeldrosselklappenanlage unterschieden.
Bei einer zentralen Drosselklappe sitzen an den Einlasskanälen am Zylinderkopf die Ansaugstutzen, die – in der Regel fest – mit einem Luftsammler (auch: Ansaugrohr) verbunden sind. Am Luftsammler sitzt die Drosselklappe. In diesem geschlossenen System wird die Luft von der Drosselklappe in den Luftsammler geleitet und von dort über die vier Ansaugstutzen auf die einzelnen Zylinder verteilt. Über den Druck im Luftsammler kann mit einem Saugrohrdrucksensor die angesaugte Luftmenge und damit die benötigte Einspritzmenge ermittelt werden.
Bei einer Einzeldrosselklappenanlage befindet sich an jedem Einlasskanal eine Drosselklappe, die sich im Ansaugstutzen befindet. Oberhalb der Ansaugstutzen befindet sich meist ebenfalls ein Luftsammler. Da bei dieser Bauform die angesaugte Luftmenge meist über den Druck zwischen Drosselklappe und Zylinderkopf oder über die Stellung der Drosselklappe ermittelt wird, ist ein geschlossenes System zwischen Ansaugstutzen und Luftsammler vernachlässigbar. Vor allem im Motorsport werden deshalb statt eines Luftsammlers oft auch direkt montierte Luftfilter oder offene Trichter ohne Filter verwendet.